# Папарделє

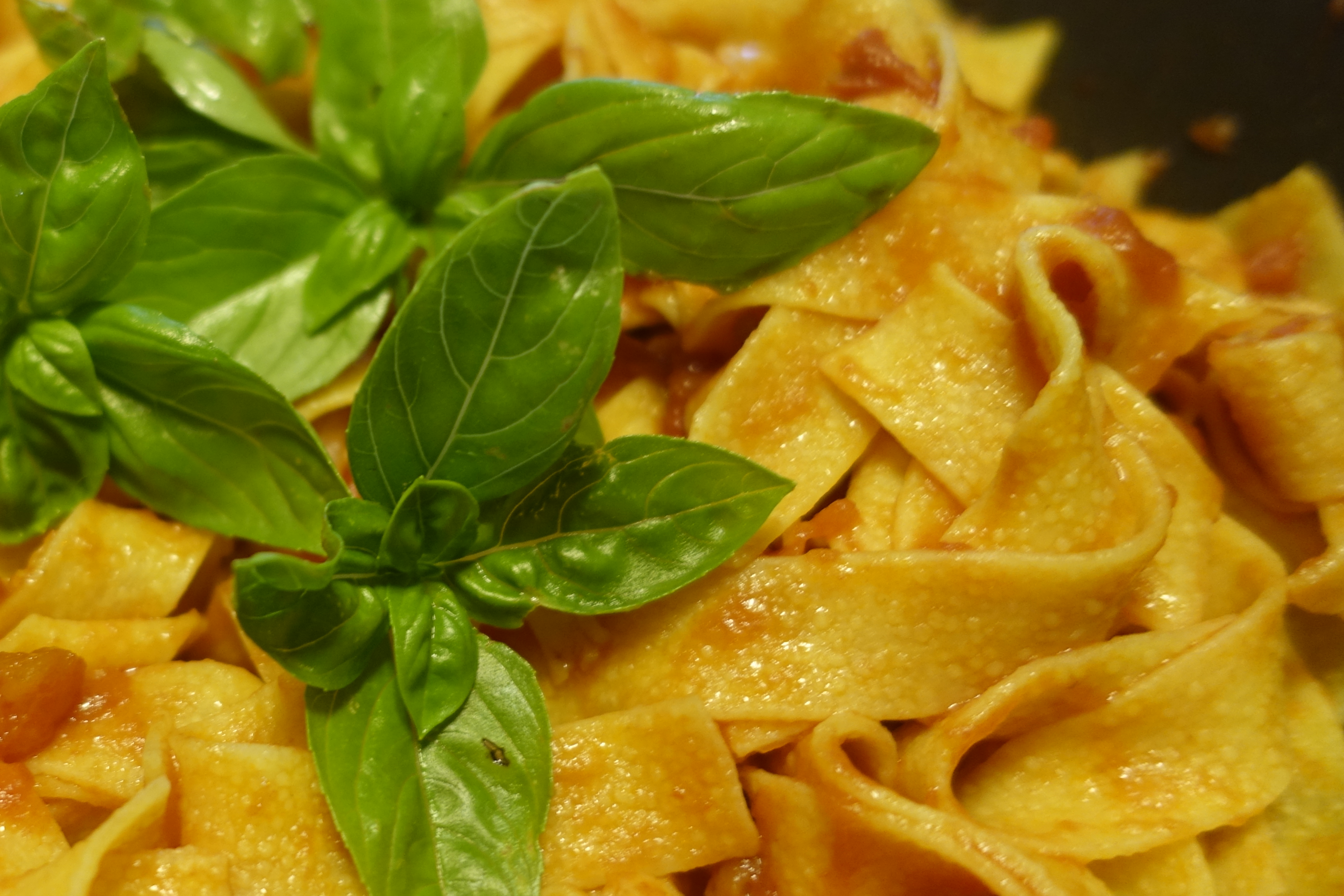
Паппарделє з томатом та базиліком

Паппарделє (італ. Pappardelle вимова: [papparˈdɛlle]; однина: паппарделла ; від дієслова pappare, «зжерти») — велика, дуже широка, плоска паста, схожа на широкі феттучіне походять з регіону Тоскани. Свіжі види пасти мають два-три сантиметри в ширину і можуть мати рифлені краї, тоді як висушені яєчні паппарделє мають прямі краї.